# حزم (قرية)
حزم قرية سورية، تقع على بعد 50 كم من مدينة دمشق عاصمة سورية، وعلى بعد 50 كم من مدينة السويداء مركز محافظة السويداء التي تتبع لها إدارياً. وتعتمد قرية حزم على الزراعة، وفيها مياه جوفية بكثرة. وتطل القرية على منطقة اللجاة وهي أراض صخرية غاية في الروعة، وفيها آثار رومانية منتشرة داخل البلدة القديمة. يوجد في القرية مركز هاتف، ويشتهر أهلها بالكرم الكبير والفزعات عند الملمات.
حزم من القرى الأثرية ويوجد فيها أكبر بوابة من الحجر البازلت في التاريخ تعود للحقبة الرومانية إضافة إلى المباني الرومانية المنتشرة في القرية.
ويوجد عدد كبير من المغتربين وأهم عائلات القرية هي  - أبو العز - عامر - الحسنية - الكحلوني - عماشة - صقر - نوفل - الحلبي.